# 德國經濟
德国经济是高度发达的社会市场经济体系，按名义汇率计算，德国为全球第三大经济体、欧洲最大的经济体。德国是经济实力雄厚、拥有高外贸依存度的工业国家，汽车制造、电气工业、机械制造和化工产业处于世界领先地位，是全球制造业中最具竞争力的国家之一，数量众多、专业化程度和技术水平较高的中小型企业构成德国经济的中流砥柱。

## 農業

1925年德國各地最大產業主要從業人口。藍色代表工業，綠色代表農業。

全國土地面积一大部分用于农业，但德國从事农业工作的人口，仅佔从业人员的2%至3%。德國的農業規模雖然不大，但農產品的產量及素質都屬於高水準，其中主要用於釀造啤酒的大麥及啤酒花，在德國的產量都在前三位。

## 工業
德國的工業化起步僅次於英國，而且在十九世紀發展迅速，在機器及汽車產業的發展具有領導角色。德國是全球七大工業國組織成员，魯爾區是德國的傳統煤鋼工業區。慕尼黑（寶馬汽車總部所在地）、漢堡、斯圖加特（賓士和保時捷總部所在地）、沃爾夫斯堡（大眾汽車總部所在地）也形成了強大的製造業集群。柏林、萊比錫、德累斯頓則是德國東部的工業重鎮。新興工業集中在慕尼黑一帶。
德國的主要工業部門有電子、航天、汽車、精密機械、裝備製造、軍工等。德國產品以品質精良著稱，技術領先，做工細膩，但成本較高。德國的工業品在世界享有盛譽，而德國也是西歐最大汽車生產國。
德国是世界汽车制造强国，汽车是其最重要的出口产品。德国是世界第三大机械设备制造国，同时也是世界第一大机械设备出口国。

## 能源及礦物
德國的褐煤的產量位於世界前列，但石油及天然氣則依賴輸入。由於需要大量能源支持國內工業生產，德國在1960年代起大力發展核能發電，同時是核能設備的主要輸出國。德國國內一直存在反核聲音，所以德國政府已經計劃關閉國內的核電廠，同時由於德國計劃降低溫室氣體排放，所以德國已經決定大幅提高再生能源的使用。
德國境內擁有一定的礦物資源，由於德國具有相對較大的工業規模，而且德國缺乏鎢、鉬、稀土金屬等礦物，所以礦物原料需要從外國輸入。